# Erythrobarbula hostilis
Erythrobarbula hostilis là một loài Rêu trong họ Pottiaceae. Loài này được (Herzog) Steere mô tả khoa học đầu tiên năm 1951.